# Coppa dell'Imperatore 1970
La Coppa dell'Imperatore 1970 (第50回天皇杯全日本サッカー選手権大会?, Dai 50-kai Tennōhai Zen Nippon Sakkaa Senshuken Taika) è stata la cinquantesima edizione della coppa nazionale giapponese di calcio.

## Formula
Viene confermata la formula ripristinata a partire dalla stagione 1969.
Partecipano al torneo le prime quattro classificate del campionato nazionale e del campionato riservato ai club universitari.

## Date
Tutte le gare del torneo si sono svolte al National Stadium di Tokyo, ad eccezione degli incontri dei quarti di finale
| Turno            | Data             |                 |
| ---------------- | ---------------- | --------------- |
| Quarti di finale | 27 dicembre 1970 |                 |
| Semifinali       | 30 dicembre 1970 |                 |
| Finali           | 1º gennaio 1971  | 1º gennaio 1971 |

## Squadre partecipanti
- Toyo Kogyo (Campione del Giappone)
- Mitsubishi HI (2° in Japan Soccer League)
- Hitachi Head Office (3° in Japan Soccer League)
- Yanmar Diesel (4° in Japan Soccer League)
- Hosei Daigaku (Vincitore della All Japan College Football Championship)
- Osaka Shodai (Finalista della All Japan College Football Championship)
- Osaka Keidai (3° in All Japan College Football Championship)
- Fukuoka Daigaku (4° in All Japan College Football Championship)

## Risultati

### Tabellone
|  | Quarti di finale | Quarti di finale    | Quarti di finale    |               |               | Semifinali | Semifinali | Semifinali |  |  | Finale | Finale     | Finale |
|  |                  |                     |                     |               |               |            |            |            |  |  |        |            |        |
|  |                  | Toyo Kogyo          | 4                   |               |               |            |            |            |  |  |        |            |        |
|  |                  | Fukuoka Daigaku     | 0                   |               |               |            |            |            |  |  |        |            |        |
|  |                  | Fukuoka Daigaku     | 0                   |               | Toyo Kogyo    | 2          |            |            |  |  |        |            |        |
|  |                  |                     |                     |               | Toyo Kogyo    | 2          |            |            |  |  |        |            |        |
|  |                  |                     | Hitachi Head Office | 1             |               |            |            |            |  |  |        |            |        |
|  |                  | Hitachi Head Office | Hitachi Head Office | 1             | 5             |            |            |            |  |  |        |            |        |
|  |                  | Hitachi Head Office |                     |               | 5             |            |            |            |  |  |        |            |        |
|  |                  | Osaka Shodai        | 1                   |               |               |            |            |            |  |  |        |            |        |
|  |                  |                     |                     |               |               |            |            |            |  |  |        | Toyo Kogyo | 1      |
|  |                  |                     |                     | Yanmar Diesel | 2             |            |            |            |  |  |        |            |        |
|  |                  | Mitsubishi HI       | 4                   |               |               |            |            |            |  |  |        |            |        |
|  |                  | Osaka Keidai        | 0                   |               |               |            |            |            |  |  |        |            |        |
|  |                  | Osaka Keidai        | 0                   |               | Mitsubishi HI | 2          |            |            |  |  |        |            |        |
|  |                  |                     |                     |               | Mitsubishi HI | 2          |            |            |  |  |        |            |        |
|  |                  |                     | Yanmar Diesel       | 2             |               |            |            |            |  |  |        |            |        |
|  |                  | Yanmar Diesel       | Yanmar Diesel       | 2             | 4             |            |            |            |  |  |        |            |        |
|  |                  | Yanmar Diesel       |                     |               | 4             |            |            |            |  |  |        |            |        |
|  |                  | Hosei Daigaku       | 2                   |               |               |            |            |            |  |  |        |            |        |

### Quarti di finale
| Squadra 1           | Risultato | Squadra 2       |
| ------------------- | --------- | --------------- |
| Mitsubishi HI       | 4 - 0     | Osaka Keidai    |
| Toyo Kogyo          | 4 - 0     | Fukuoka Daigaku |
| Hitachi Head Office | 5 - 1     | Osaka Shodai    |
| Yanmar Diesel       | 4 - 2     | Hosei Daigaku   |

### Semifinali
| Squadra 1     | Risultato      | Squadra 2           |
| ------------- | -------------- | ------------------- |
| Mitsubishi HI | 2 - 2 (d.t.s.) | Yanmar Diesel       |
| Toyo Kogyo    | 2 - 1 (d.t.s.) | Hitachi Head Office |

### Finale
| Tokyo 1º gennaio 1971 | Toyo Kogyo | 1 – 2 (d.t.s.) | Yanmar Diesel | National Stadium |

#### Formazioni
| Toyo Kogyo      |   |                    |
|                 |   |                    |
| P               | 1 | Kōji Funamoto      |
| D               | - | Tsuyoshi Kunieda   |
| D               | - | Takeshi Ōno        |
| D               | - | Junji Kawano       |
| D               | - | Hiromi Tanimura    |
| C               | - | Aritatsu Ogi       |
| C               | - | Hiroshi Yoshida    |
| C               | - | Teruo Nimura       |
| A               | - | Kunishige Tanimoto |
| A               | - | Yasuyuki Kuwahara  |
| A               | - | Ikuo Matsumoto     |
| Allenatore:     |   |                    |
| Yukio Shimomura |   |                    |

| Yanmar Diesel   |    |                        |  |          |
|                 |    |                        |  |          |
| P               | 21 | Masahiro Akasu         |  |          |
| D               | 14 | Dorival Carlos Esteves |  |          |
| D               | 4  | Masahiro Hamatama      |  |          |
| D               | 5  | Bunji Kimura           |  |          |
| C               | 3  | Takenobu Abe           |  |          |
| C               | 8  | Daishirō Yoshimura     |  |          |
| C               | 2  | Shigeru Kitamura       |  |          |
| C               | 7  | Eizō Yuguchi           |  | Uscita   |
| A               | 11 | Kuniya Mita            |  |          |
| A               | 9  | Kunishige Kamamoto     |  |          |
| A               | 10 | Yoshikawa              |  | Uscita   |
| A disposizione: |    |                        |  |          |
| C               | 12 | Kamai                  |  | Ingresso |
| A               | 13 | Hiroji Imamura         |  | Ingresso |
| Allenatore:     |    |                        |  |          |
| Kenji Onitake   |    |                        |  |          |